# Kirishima (schip, 1915)
De Kirishima (Japans: 霧島) was een schip van de Keizerlijke Japanse Marine en de vierde Kongoklasse slagkruiser. Ze werd gebouwd door Mitsubishi in Nagasaki op 17 maart 1912, te water gelaten op 1 december 1913, en in dienst gesteld op 19 april 1915.
Vanaf 1933 tot 1934 werd ze omgebouwd te Kure. Ze kwam tevoorschijn van haar herconstructie als een "snel slagschip", 4000 ton zwaarder dan origineel voordien. Het schip is genoemd naar de vulkaan Kirishima.

## In dienst
Haar eerste gezagvoerder in de Tweede Wereldoorlog was Yamaguchi Jihei, voordien de bevelhebber van de zware kruiser Takao, en later bevorderd tot schout-bij-nacht, en nog later tot viceadmiraal. De Kirishima werd ingedeeld tot Viceadmiraal Gunichi Mikawa's Slagschipdivisie 3, samen met de slagkruisers Hiei, Kongo en Haruna.

## Pacifische Oorlog
Op 26 november 1941 vertrok de Kirishima met de First Air Striking Force ("Kido Butai") en nam deel aan de aanval op Pearl Harbor op 7 december 1941. Tezamen met de meeste van de Striking Force, keerde ze terug naar haar marinebasis te Kure op 24 december. Vandaar, vertrok de vloot weer voor een andere aanval op de marinebasis van Truk. Daarna voer ze mee in de Zuid-Pacific, ter ondersteuning van de invasies op Rabaul en Kavieng.
Samen met de Hiei escorteerde de Kirishima de Carrier Striking Force wanneer ze als vlaggenschip een voorname luchtaanval op Darwin, Australië mede ondersteunde op 19 februari 1942. De Kirishima nam ook deel in de Slag in de Javazee op 1 maart, in een reeks van raids tegen geallieerde oorlogsschepen in de Indische Oceaan, tussen 5 en 9 april en in de Slag bij Midway tussen 4 en 7 juni 1942. 
Als "Battle Division 11" namen de Kirishima en de Hiei deel in de Slag bij de Oostelijke Salomonseilanden op 24 augustus en de Zeeslag bij de Santa Cruzeilanden op 26 oktober 1942.

## Haar einde
Op 15 november 1942 kwamen de Kirishima en haar begeleidende escorteschepen, bijna samen en tegenover de Amerikaanse vlootstrijdkracht in de Slag bij Guadalcanal. In het daaropvolgende zeegevecht, beschadigde ze het Amerikaanse slagschip USS South Dakota (BB-57). Ze slaagde er niet in de USS Washington (BB-56) op te sporen, die op 7 km van haar verwijderd meevoer. In de donkere nacht had ze het vlaggenschip van kapitein-ter-zee Lee niet opgemerkt. De USS Washington beantwoordde het vuur en schoot 75 16-inch granaten op de Kirishima af waarvan 9 raak met daarbij nog een aantal 5-inch granaattreffers.
De Kirishima werd geraakt in haar bovenbouw die in brand vloog. Stuurloos draaide het gehavende Japanse slagschip rondjes, omdat haar besturingscontrole vernield was. Haar kapitein Sanji Iwabuchi gaf bevel het schip te verlaten. Haar bemanning stapte over naar een torpedobootjager. Daarna werden door vrijwilligers de Kingstonkleppen geopend om de Kirishima zelf tot zinken brengen. Het slagschip rolde over haar stuurboordzijde en sloeg ondersteboven. De torpedojagers Asagumo, Teruzuki en Samidare redden kapitein Iwabushi en Ono Koro, zijn eerste officier en 1.125 manschappen. 300 man vonden de dood. De Kirishima ging ten onder, ten noordwesten van het eiland Savo op positie 09°10' Zuid en 159°55' Oost. De oceanograaf Robert Ballard vond haar achtergedeelte terug, ondersteboven gelegen, op de zeebodem nabij het eiland Savo.

## Bevelhebbers
- Chef Uitrusting Officier – Kapt. Rokuro Kamaya – 15 december 1914 – 19 april 1915
- Kapt. Rokuro Kamaya – 19 april 1915 – 13 december 1915
- Kapt. Takeshi Shima – 13 december 1915 – 1 december 1916
- Kapt. junichi Matsumura – 1 december 1916 – 18 juli 1917
- Kapt. Masaki Nakamura – 18 juli 1917 – 1 december 1917
- Kapt. Kinzaburo Mimura – 1 december 1917 – 10 november 1918
- Kapt. Genjiro Katsuki – 10 november 1918 – 20 november 1919
- Kapt. Takashi Yoko – 20 november 1919 – 8 januari 1920
- Kapt. Sukeichi Yasumura – 8 januari 1920 – 1 december 1921
- Kapt. Heigo Teraoka – 1 december 1921 – 1 december 1922
- Kapt. Masataka Ando – 1 december 1922 – 6 november 1923
- Kapt. Teiji Sakamoto – 6 november 1923 – 1 december 1924
- Kapt. Hisanori Fujita – 1 december 1924 – 20 oktober 1925
- Kapt. Takayoshi Kato – 20 oktober 1925 – 1 december 1926
- Kapt. Naojiro Honjuku – 1 december 1926 – 1 december 1927
- Kapt. Kanekoto Iwamura – 1 december 1927 – 10 maart 1928
- Kapt. Yoshikazu Furukawa – 10 maart 1928 – 10 december 1928
- Kapt. Choji Inoue – 10 december 1928 – 8 februari 1929
- Kapt. Minoru Hirota – 8 februari 1929 – 1 november 1929
- Kapt. Takuo Fujisawa – 1 november 1929 – 1 december 1930
- Kapt. Shigeru Kikuno – 1 december 1930 – 1 december 1931
- Kapt. Sekizo Uno – 1 december 1931 – 1 december 1932
- Kapt. Haruo Kitaoka – 1 december 1932 – 15 november 1933
- Kapt. Ibo Takahashi – 15 november 1933 – 15 november 1934
- Kapt. Kunji Tange – 15 november 1934 – 15 november 1935
- Kapt. Gunichi Mikawa – 15 november 1935 – 1 december 1936
- Kapt. Kakusaburo Makita – 1 december 1936 – 1 december 1937
- Kapt. Masao Kanazawa – 1 december 1937 – 15 november 1938
- Kapt. Takeo Tada – 15 november 1938 – 15 november 1939
- Kapt. Kyuji Kubo – 15 november 1939 – 27 december 1939
- Kapt. Saichiro Tomonari – 27 december 1939 – 19 oktober 1940
- Kapt. Kazutaka Shiraishi – 19 oktober 1940 – 15 augustus 1941
- Kapt. Jihei Yamaguchi – 15 augustus 1941 – 20 april 1942 (Slagen in de Pacifische oorlog tot 15 november 1942)
- Kapt. Sanji Iwabuchi – 20 april 1942 – 15 november 1942 (Haar einde)